# Episodi di Alert: Missing Persons Unit (seconda stagione)
La seconda stagione della serie televisiva Alert: Missing Persons Unit, composta da 10 episodi, è stata trasmessa sul canale statunitense Fox dal 5 marzo al 14 maggio 2024, mentre in Italia è andata in onda dal 19 febbraio 2025 al 19 marzo 2025 su Rai 4.
| nº | Titolo                       | Prima TV USA   | Prima TV Italia  |
| -- | ---------------------------- | -------------- | ---------------- |
| 1  | Bus 447                      | 5 marzo 2024   | 19 febbraio 2025 |
| 2  | Benjamin Franklin            | 12 marzo 2024  | 19 febbraio 2025 |
| 3  | Gemma & Isabel               | 19 marzo 2024  | 26 febbraio 2025 |
| 4  | Maya                         | 26 marzo 2024  | 26 febbraio 2025 |
| 5  | Ms. Patty                    | 2 aprile 2024  | 5 marzo 2025     |
| 6  | Jedidiah & Lucy              | 9 aprile 2024  | 5 marzo 2025     |
| 7  | @Kyra                        | 16 aprile 2024 | 12 marzo 2025    |
| 8  | Alexi                        | 30 aprile 2024 | 12 marzo 2025    |
| 9  | Paul Miller                  | 7 maggio 2024  | 19 marzo 2025    |
| 10 | Federal Prisoner #0719F-068P | 14 maggio 2024 | 19 marzo 2025    |